# 大锥香茶菜
大锥香茶菜（学名：Isodon megathyrsus）为唇形科香茶菜属下的一个种。也称豆杆沙。